# Miguel Garcia
Miguel Ângelo Moita Garcia (Moura, 4 de Fevereiro de 1983) é futebolista profissional que joga habitualmente a defesa direito, apesar de nas camadas jovens do Sporting ter sido médio defensivo e defesa central.
Marcou de cabeça o gol que colocou o Sporting Clube de Portugal na final da Taça UEFA de 2004/2005. Em 2008 foi anunciada a sua transferência para o Reggina Calcio.
Miguel Garcia foi operado ao tendão rotuliano em Outubro de 2007, e não tendo alinhado nenhum jogo pela equipa italiana, rescindiu o contrato em Março de 2008.
Em Julho de 2009 foi anunciado pelo Olhanense que Miguel estava no clube para manter a forma física, depois de ter superado as expectativas assinou um contrato válido por duas épocas com o clube.

## Títulos
Sporting
- Taça de Portugal: 2006-07